# Berensrech
Berensrech ist ein Weiler der Ortsgemeinde Jucken im Eifelkreis Bitburg-Prüm in Rheinland-Pfalz.

## Geographische Lage
Berensrech liegt rund 2,9 km südlich des Hauptortes Jucken am Rande einer Hochebene. Der Weiler ist von einigen landwirtschaftlichen Nutzflächen sowie von Waldbestand im Norden und Westen umgeben. Berensrech liegt direkt an der Gemarkungsgrenze zu Karlshausen und somit unmittelbar nördlich des Weilers Haubendell, der bereits zu Karlshausen zählt. Westlich von Berensrech fließt der Wurmichtbach. Der Weiler bildet ein Sackgassendorf.

## Geschichte
Zur genauen Entstehungsgeschichte des Weilers liegen keine Angaben vor.
Berensrech gehörte im Jahre 1843 als Gehöft von Jucken zur Bürgermeisterei Olmscheid und wurde von 11 Menschen bewohnt.

## Naherholung
Der nächstgelegene Wanderweg ist die Rundwanderung 14 des Naturpark Südeifel. Die Strecke verläuft nördlich von Berensrech und hat eine Länge von rund 7,6 km. Die Wanderung verläuft von Jucken aus entlang der Bäche Judesbach, Irsen und Wurmichtbach. Highlights am Weg sind die idyllischen Bachtäler sowie mehrere Aussichtspunkte.

## Verkehr
Es existiert eine regelmäßige Busverbindung ab Juckerstraße.
Berensrech ist durch eine Gemeindestraße erschlossen. Diese endet im Weiler. Wenig östlich verläuft die Landesstraße 13 von Karlshausen in Richtung Jucken.

## Einzelnachweis
1. ↑  Wanderweg 14 des Naturpark Südeifel, Jucken. Abgerufen am 16. April 2022.